# Pierre Joseph Étienne Finck
Pierre Joseph Étienne Finck   (Lauterbourg, 15 d'octubre de 1797 - Estrasburg, 27 de juliol de 1870) fou un matemàtic físic francès.

## Vida i Obra
Els seus pares van morir el 1810, deixant-lo orfe amb 12 anys; va ser educat per un comerciant de cognom Botta de Landau al Palatinat. El 1815 va ingressar a l'École polytechnique, on es va graduar el 1817 i va ingressar a l'escola d'artilleria. Però l'artilleria no era del seu gust i va demanar la baixa dues vegades fins que li va ser acceptada el 1818. Abans de 1821 es va traslladar a Estrasburg on va ampliar els seus estudis de matemàtiques a la facultat de ciències d'aquesta ciutat.
A partir de 1825 va ser professor a l'escola d'artilleria d'Estrasburg, càrrec que simultaniejava amb el de professor de matemàtiques especials al Collége de Strasbourg. El 1842 va ser nomenat professor adjunt de matemàtiques aplicades de la universitat d'Estrasburg, i el 1847 va a passar a ser-ne el titular després de la mort de l'anterior titular, Jorlin.
A partir de 1862 va començar a patir de la salut: el 1866 es va retirar dels seus càrrecs docents per les seves limitacions intel·lectuals.
Finck va escriure set llibres de text sobre àlgebra, geometria, mecànica i càlcul infinitesimal, tots ells publicats per l'editor estrasburguès Derivaux, i més de vint articles que es van publicar al Journal de Mathématiques Pures et Appliquées, als Annales de Mathématiques i als Comptes Rendus de l'Acadèmia Francesa de les Ciències.
Amb el seu estudi de l'algorisme d'Euclides, va avançar en el coneixement de la seva eficiència més enllà d'on havia arribat Reynaud en establir que el nombre de pasos havia de ser inferior a {\displaystyle 2\log _{2}{v}-1}, anticipant-se a l'obra de Gabriel Lamé.